# 코미디TV
코미디TV는 대한민국의 엔터테인먼트 회사 iHQ가 운영하는 텔레비전 채널이다. 프로그램은 오락, 버라이어티, 시트콤 등으로 편성되어 있다. 2021년 7월 5일부터 채널명이 iHQ로 변경되었다가 2024년 1월 15일부터 해당 채널명으로 환원했다.
한편, 개국 초창기에는 자체제작 프로그램도 일부 있었으나 주로 지상파 오락 프로그램을 사다가 편성한 경우가 많았는데 추억의 코미디 프로그램 《유머 일번지》 《쇼 비디오 자키》, 예전 시트콤 《오박사네 사람들》 등을 재방영한 데다 《개그콘서트》 등을 재편성하기도 했으며 2000년대 중후반부터는 자체 프로그램 편성을 본격적으로 시작했다.

## 개요
- 2000년 10월 1일, 코미디TV 개국
- 2021년 7월 5일, IHQ로 채널명 변경
- 2024년 1월 15일, 코미디TV 채널명 재변경[4]

## 역대 표어
- Smile Again
- Always fun

## 주요 프로그램
- 얼짱시대 1~7기
- 얼짱TV 1·2기
- 두근두근 여보세요
- 100억의 비밀
- 궁금타 (K-STAR 자체 프로)
- 기막힌 외출
- 나는 펫
- 맛있는 녀석들
  - 오늘부터 운동뚱
- 시키면 한다! 약간 더 위험한 방송
- 김시향의 놈놈놈
- 란제리
- 러브 레이싱
- 동상이몽 금발이 너무해
- 운빨 레이스
- 신상 터는 녀석들
- 리얼스캔들 러브캠프 1~5기
- Comedy TV 매거진
- 마시는 녀석들 (디스커버리 채널과 공동 제작)
- 돈쭐내러 왔습니다
- 결혼은 미친짓이야
- 은밀한 뉴스룸
- 리더의 연애
- 내 이름은 캐디
- 별에서 온 퀴즈
- 주주총회
- 자급자족원정대
- 스폰서 (매일방송(MBN)과 공동 편성)
- G식의 밤 (유튜브와 샌드박스 플러스에서 편성되는 프로그램)

## 기타
한때는 애니메이션도 방영 되었다 그런데 채널이름 그대로 마음의 소리만 방영되었다 1기부터 3기까지만 방영 4기는 방영 라지 않은 듯